# Maria van Hout
Maria van (den) Hout (ca. 1470 – 30 september 1547), ook bekend als Maria van Oisterwijk, was een Nederlands mystiek schrijfster. Verschillende geschriften van haar zijn bewaard gebleven. Ze wordt vermeld in het Digitaal Vrouwenlexicon van Nederland van het Huygens Instituut voor Nederlandse Geschiedenis. Ook wordt ze op plaats 65 vermeld in het boek 1001 vrouwen uit de Nederlandse geschiedenis van historica Els Kloek.

## Levensloop
Maria van Hout werd rond 1470 geboren in de buurt van 's-Hertogenbosch. Ze was de dochter van Lenaart Beijens en Peterke van den Hout. Ze kreeg visioenen en ze ervaarde contact met Christus en Maria zoals eeuwen eerder de mystica Hadewijch dat ervaren had. Samen met een aantal andere vrouwen vormde ze de Oisterwijkse Kring. Verschillende leden van de Oisterwijkse Kring stonden in goed contact met de kartuizers uit Keulen. Voor de kartuizers was Van Hout een spiritueel voorbeeld. De Keulse jezuïtessen vereerden haar als mater nostra en Canisius noemde haar zelfs mater fidissima. In 1535 kocht de priester Nicolaas van Esch (ook Nicolaas Esschius genoemd) het Maagdenhuis in Oisterwijk voor verschillende leden van de kring. Het nog bestaande Convent van Betlehem heeft zijn wortels in deze gemeenschap.
In 2016 is er een nieuw boek verschenen genaamd Ontvangen om te geven. De spirituele weg van Maria van Hout, geschreven door Godelieve Uyttenhove, verbonden aan de Katholieke Universiteit Leuven.

## Geschriften
- Der rechte Wech zo der Evangelischer volkomenheit. Durch eynen erluchten frundt Gotz, noch im leven; gefuecht up die articulen des heiligen gelouvens, und up dat Pater noster (Keulen, 1531)
- Dat Paradys der lieffhavender Sielen, vol inniger Oiffingen des Geistz, in Betrachtungen und Gebetz wyse, van den Leven und Lyden unsers Heren, van den Hilgen Sacrament und van gotlicher Lieffden, in dryerely Wyse [...] gedeylt (Keulen, 1532)
- Novem simplicitatis gradus (Keulen)

- Bibliothèque nationale de France: cb15049177q (data)
- Biografisch Portaal: 51477147
- Gemeinsame Normdatei: 119162326
- International Standard Name Identifier: 0000 0000 6313 2319
- Library of Congress Control Number: n2009043748
- Nederlandse Thesaurus van Auteursnamen: 108832619
- Système universitaire de documentation: 269905170
- Virtual International Authority File: 29816655
- WorldCat: E39PBJpjb9DqXHbHKkbGrd7PwC